# Яценко, Пётр Карлович
Пётр Карлович Яценко (1970—1999) — майор Вооружённых Сил Российской Федерации, участник Второй чеченской войны, Герой Российской Федерации (2000).

## Биография
Пётр Яценко родился 9 апреля 1970 года в Костроме в семье офицера. Окончил школу № 28 в Тамбове. После восьмого класса поступил в Ленинградское суворовское военное училище, которое окончил в 1987 год и поступил Рязанское высшее воздушно-десантное командное дважды Краснознамённое училище им. Ленинского Комсомола, которое окончил в 1991 году. После чего служил в 345-м парашютно-десантном полку в городе Кировабаде Азербайджанской ССР. С 1993 года полк Яценко находился в зоне грузино-абхазского конфликта в районе города Гудаута. Дослужился до начальника штаба батальона. В 1998 году, когда полк Яценко был расформирован, он был заместителем командира 218-го гвардейского отдельного батальона специального назначения 45-го гвардейского отдельного разведывательного полка ВДВ в городе Кубинка Одинцовского района Московской области. Участвовал во второй чеченской войне, выполнял боевые задачи по ликвидации бандформирований в Дагестане в августе-сентябре 1999 года. С октября 1999 года Яценко служил в Чечне.
25 октября 1999 года в ходе выполнения задачи по разведке маршрутов наступления федеральных войск с целью обнаружения опорных пунктов боевиков разведгруппа, которой командовал Яценко, вышла в районе перекрёстка дорог к северо-востоку от Гудермеса, чтобы удержать его до прихода основных сил. Наблюдатель доложил, что от села Комсомольское движется группа боевиков из восьми человек под прикрытием автомобиля «УАЗ», оснащенного крупнокалиберным пулемётом. Из-за того, что наблюдатель поздно заметил их, занять выгодные рубежи разведчикам возможности не предоставилось. Яценко, двигаясь впереди группы, уничтожил автомобиль выстрелом из гранатомёта РПГ-26. Используя преимущество внезапности, он сразу же открыл автоматный огонь, уничтожив двух боевиков. В перестрелке Яценко решил обойти противника с севера, но погиб при этом. Тем не менее, его отвлекающий манёвр позволил группе уничтожить оставшихся боевиков. Яценко был похоронен на Воздвиженском кладбище Тамбова.
Указом Президента Российской Федерации от 24 марта 2000 года № 569 «за мужество и героизм, проявленные при выполнении воинского долга в Северо-Кавказском регионе» гвардии майор Пётр Яценко посмертно был удостоен высокого звания Героя Российской Федерации. Приказом Министра обороны Российской Федерации от 26 августа 2000 года Герой России гвардии майор Яценко был навечно зачислен в списки 4-й роты суворовцев Санкт-Петербургского суворовского военного училища. Также был награждён орденом «За личное мужество», медалями «За отвагу» и «За отличие в воинской службе» 2-й степени.
В Тамбове в средней школе №28, в честь П. К. Яценко установлена мемориальная доска и создан стенд памяти, а также посажена аллея славы имени Героя.